# Smashes, Thrashes & Hits
Smashes, Thrashes & Hits — альбом лучших песен группы Kiss. Вышел в 1988 году. Это в целом был четвёртый по счёту сборник хитов, или второй компиляцией выпущенной группой на территории Соединенных Штатов (так как Killers и Chikara изначально там не выпускались). Две из 15 представленных на пластике песен — были новыми записями, написанными специально для этого релиза. Основной репертуар был составлен из хитов 1970-х годов, творчество 1980-х (за исключением новых треков) представлено всего четырьмя композициями на североамериканском издании и шестью на британском.

## Об альбоме
По словам музыкального сайта AllMusic, этот диск представляет собой компиляцию лучших хитов группы Kiss 1980-х годов. Но, как пишет сайт, поскольку на полный альбом больших хитов не набралось, туда были включены и песни 1970-х (как «Love Gun», «Shout It Out Loud», «Rock and Roll All Nite» и баллада «Beth», которую для этого альбома перезаписали в новой версии — вместо Питера Крисса песню пел тогдашний барабанщик группы Эрик Карр). На альбоме также были две новые песни, «Let’s Put the X in Sex» и «(You Make Me) Rock Hard», которые были изданы отдельными синглами с него.
Как пишет на AllMusic критик Барри Вебер, эти две новые песни продолжали демонстрировать способность Kiss создавать интересные мелодии, и в сумме эта комбинация старых хитов 1970-х годов и новых, комбинация «классического пауэр-попа» и «поп-метала» делает пластинку весьма занимательной. Он заключает, что это достойная компиляция и хороший вводный курс в творчество группы для новых поклонников, но из теперешних фанатов она будет необходима к приобретению только самым рьяным.

## Список композиций
| №                   | Название                          | Автор(ы)                         | Альбом                        | Длительность |
| ------------------- | --------------------------------- | -------------------------------- | ----------------------------- | ------------ |
| 1.                  | «Let’s Put the X in Sex»          | Пол Стэнли, Дезмонд Чайлд        | Ранее не издавалась (1988)    | 3:48         |
| 2.                  | «(You Make Me) Rock Hard»         | Стэнли, Чайлд, Дайан Уоррен      | Ранее не издавалась           | 3:26         |
| 3.                  | «Love Gun» (ремикс)               | Стэнли                           | Love Gun (1977)               | 3:31         |
| 4.                  | «Detroit Rock City» (ремикс)      | Стэнли, Боб Эзрин                | Destroyer                     | 3:45         |
| 5.                  | «I Love It Loud» (ремикс)         | Джин Симмонс, Винни Винсент      | Creatures of the Night (1982) | 3:48         |
| 6.                  | «Deuce» (ремикс)                  | Симмонс                          | Kiss (1974)                   | 3:20         |
| 7.                  | «Lick It Up»                      | Винсент, Стэнли                  | Lick It Up (1983)             | 3:53         |
| 8.                  | «Heaven’s on Fire»                | Стэнли, Чайлд                    | Animalize (1984)              | 3:19         |
| 9.                  | «Calling Dr. Love» (ремикс)       | Симмонс                          | Rock and Roll Over (1976)     | 3:38         |
| 10.                 | «Strutter» (ремикс)               | Стэнли, Симмонс                  | Kiss                          | 3:38         |
| 11.                 | «Beth» (вокал: Эрик Карр)         | Питер Крисс, Стэн Пенридж, Эзрин | Destroyer (1976)              | 2:46         |
| 12.                 | «Tears Are Falling»               | Стэнли                           | Asylum (1985)                 | 3:54         |
| 13.                 | «I Was Made for Lovin’ You»       | Стэнли, Чайлд, Вини Понсия       | Dynasty (1979)                | 4:29         |
| 14.                 | «Rock and Roll All Nite» (ремикс) | Стэнли, Симмонс                  | Dressed to Kill (1975)        | 2:56         |
| 15.                 | «Shout It Out Loud» (ремикс)      | Стэнли, Симмонс, Эзрин           | Destroyer                     | 3:07         |
| Общая длительность: | Общая длительность:               | Общая длительность:              | Общая длительность:           | 51:54        |

| №                   | Название                          | Автор(ы)               | Альбом                 | Длительность |
| ------------------- | --------------------------------- | ---------------------- | ---------------------- | ------------ |
| 1.                  | «Let’s Put the X in Sex»          | Стэнли, Чайлд          | Ранее не издавалась    | 3:48         |
| 2.                  | «Crazy Crazy Nights»              | Стэнли, Адам Митчелл   | Crazy Nights (1987)    | 3:45         |
| 3.                  | «(You Make Me) Rock Hard»         | Стэнли, Чайлд, Уоррен  | Ранее не издавалась    | 3:26         |
| 4.                  | «Love Gun» (ремикс)               | Стэнли                 | Love Gun               | 3:31         |
| 5.                  | «Detroit Rock City» (ремикс)      | Стэнли, Эзрин          | Destroyer              | 3:45         |
| 6.                  | «I Love It Loud» (ремикс)         | Симмонс, Винсент       | Creatures of the Night | 3:48         |
| 7.                  | «Reason to Live»                  | Стэнли, Чайлд          | Crazy Nights           | 3:59         |
| 8.                  | «Lick It Up»                      | Винсент, Стэнли        | Lick It Up             | 3:53         |
| 9.                  | «Heaven’s on Fire»                | Стэнли, Чайлд          | Animalize              | 3:19         |
| 10.                 | «Calling Dr. Love»                | Симмонс                | Rock and Roll Over     | 3:38         |
| 11.                 | «Strutter» (ремикс)               | Стэнли, Симмонс        | Kiss                   | 3:38         |
| 12.                 | «Beth» (вокал: Эрик Карр)         | Крисс, Пенридж, Эзрин  | Destroyer              | 2:46         |
| 13.                 | «Tears Are Falling»               | Стэнли                 | Asylum                 | 3:54         |
| 14.                 | «I Was Made for Lovin’ You»       | Стэнли, Чайлд, Понсия  | Dynasty                | 4:29         |
| 15.                 | «Rock and Roll All Nite» (ремикс) | Стэнли, Симмонс        | Dressed to Kill        | 2:56         |
| 16.                 | «Shout It Out Loud» (ремикс)      | Стэнли, Симмонс, Эзрин | Destroyer              | 3:07         |
| Общая длительность: | Общая длительность:               | Общая длительность:    | Общая длительность:    | 56:18        |